# 10 to Midnight
10 to Midnight (Al filo de la medianoche en España) es una película de acción-crimen-suspenso dirigida por J. Lee Thompson sobre un guion originalmente escrito por William Roberts. Protagonizada por Charles Bronson y con un reparto que incluye a Lisa Eilbacher, Andrew Stevens, Gene Davis, Geoffrey Lewis y Wilford Brimley, 10 to Midnight fue lanzada por City Films, una subsidiaria de Cannon Films, para cines estadounidenses el 11 de marzo de 1983.

## Argumento
10 to Midnight es una obra dramática que mezcla elementos policiales y películas slasher. Muestra la conducta homicida de Warren Stacy (representado por Gene Davis), un joven técnico de equipos de oficina que mata a mujeres después que ellas rechazan sus insinuaciones sexuales. Dos inspectores de policía de Los Ángeles, Leo Kessler (interpretado por Charles Bronson) y Paul McAnn (interpretado por Andrew Stevens) están en el progresos en la investigación de sus asesinatos. Hasta el momento Stacy ha evitado que se lo acusara construyéndose buenas coartadas y agrediendo a sus víctimas mientras está desnudo, con lo que reduce al mínimo las pruebas. Más adelante, su socio se niega ayudar a Kessler cuando este planta evidencias que señalan a Stacy. Stacy entonces se alborota, y cuando es capturado, completamente desnudo en la calle, expone cómo él dirá todas las cosas que "demuestran" que él está loco: que oye voces que lo impulsaban a hacer esas cosas, etc., y que un día, va a salir, y matara a Kessler y a toda su familia. Kessler le dice: «No, no podrás» y le dispara en la cabeza.

## Reparto
- Charles Bronson como Leo Kessler
- Lisa Eilbacher como Laurie Kessler
- Andrew Stevens como Paul McAnn
- Gene Davis como Warren Stacey
- Geoffrey Lewis como Dave Dante
- Wilford Brimley como Capitan Malone
- Robert F. Lyons como Nathan Zager
- Bert Williams como Sr. Johnson
- Iva Lane como Bunny
- Ola Ray como Ola
- Kelly Preston como Doreen
- Cosie Costa como Dudley
- Paul McCallum como Técnico de laboratorio
- Jeana Keough como Karen
- June Gilbert como Betty
- Arthur Hansel como Juez
- Sam Chew Jr. como Ministro

## Banda sonora
La música de 10 to Midnight fue compuesta por Robert O. Ragland, un habitual de Cannon Films, y la fotografía corrió a cargo de Adam Greenberg. En el reparto también destacan Robert F. Lyon y Kelly Preston (acreditada como Kelly Palzis) en papeles menores.

## Críticas
Violenta y con un tema impropio, 10 to Midnight obtuvo reseñas bastante mordaces de la crítica, entre ellas una calificación de 'cero estrellas' por parte de Roger Ebert en el Chicago Sun-Times. También generó reacciones positivas como la de Gene Siskel en el Chicago Tribune, y fue un éxito financiero. La película ha mantenido un culto importante que sigue con lanzamientos en vídeo doméstico y difusiones fuertemente modificadas en la televisión.